# Proyecto Bajo Pobre
El proyecto minero Bajo Pobre se encuentra a unos 85 km al sur de la ciudad de Las Heras, en el departamento Deseado de la provincia de Santa Cruz en la patagonia argentina.
El yacimiento fue descubierto en 1970 y a partir de esa fecha fue objeto de varias campañas de exploración y relevamiento, a cargo de distintas empresas privadas e instituciones estatales. Producto de estas actividades, en el año 2004 se disponía de la información surgida del estudio de muestras de 12 perforaciones superficiales y 40 tajos que totalizaban unos 2500 m entre otros trabajos.

## Geología y mineralización
El proyecto Bajo Pobre está emplazado en el sector centro-norte del distrito geológico Macizo del Deseado, área ampliamente estudiada y explorada por sus características mineralógicas y en la que se encuentran en operación importantes explotaciones mineras tales como Cerro Vanguardia, Manantial Espejo y San José, entre otras.
Dentro de este gran distrito geológico que abarca unos 75 000 km², el yacimiento se aloja en la Formación Bajo Pobre.
El distrito geológico Macizo del Deseado 

... ha sido considerado, desde el trabajo de 1962 del geólogo del Segemar Horacio Harrington, como un nesocratón. Un cratón o cratógeno … es una masa continental llegada a tal estado de rigidez en un lejano pasado geológico que, desde entonces, no ha sufrido fragmentaciones o deformaciones, .... Hace poco más de 200 millones de años, … la separación del supercontinente de Gondwana en los actuales continentes de África y América ocasionó el desarrollo de muchas erupciones fragmentarias en la región, generándose depósitos y yacimientos minerales de menos de un kilómetro de profundidad, que rellenaron venas del terreno, lugar de localización de los yacimientos de oro y plata de la provincia de Santa Cruz.

En su trabajo publicado en el año 2006, el equipo formado por Guido, Escayola, de Barrio, Schalamuk y Franz describe la Formación Bajo Pobre:

Esta provincia [el Macizo del Deseado] se caracteriza por el importante volumen de rocas volcánicas extruidas durante el Jurásico medio a superior ... Estas rocas conforman más del 60% de los afloramientos del macizo y son también importantes desde el punto de vista económico, debido a que están espacial y genéticamente vinculadas con mineralizaciones de oro y plata. Las rocas volcánicas del Jurásico mediosuperior del Macizo del Deseado presentan dos modas composicionales … Las rocas ácidas conforman el Grupo Bahía Laura y las rocas intermedias a básicas se agrupan en la Formación Bajo Pobre ...
Las rocas volcánicas de la Formación Bajo Pobre fueron reconocidas originalmente en informes inéditos de Di Persia y De Giusto para la compañía petrolera YPF y publicadas por Herbst (1965). Esta unidad está formada por basaltos, andesitas y aglomerados volcánicos básicos, con escasas rocas sedimentarias y tobas.

## Explotación y reservas
Hacia fines del 2015, el proyecto minero Bajo Pobre se encontraba aún en etapa de exploración. 
La empresa Hunt Mining, titular de los derechos sobre el yacimiento, informó que el sistema económicamente explotable incluye una veta expuesta de 12 km de largo, ubicada en una superficie de 5 km², donde se ha verificado intensa actividad hidrotermal. Este sistema incluye por lo menos 5 estructuras subparalelas semi expuestas, cuyo ancho varía entre 1 m y 1 0m, con una afloración media de 3 m, que convergen en una colina con extensiva presencia de stockworks.